# Gerhard Tänzer
Gerhard Tänzer (* 18. März 1937 in Nordhausen; † 12. August 2025 in Saarlouis) war ein deutscher Schriftsteller.

## Leben
Nach dem Schulabschluss in seiner Geburtsstadt siedelte Tänzer 1955 nach Westdeutschland über, da er in der DDR keinen Studienplatz erhielt. Von 1956 bis 1962 studierte er in Göttingen Germanistik, Geschichte und Kunstgeschichte. Anschließend war er zunächst einige Jahre im niedersächsischen Schuldienst tätig. Von 1967 bis zu seiner Versetzung in den Ruhestand im Jahr 2000 unterrichtete Tänzer am Max-Planck-Gymnasium in Saarlouis.
Gerhard Tänzer trat vor allem als Lyriker an die Öffentlichkeit. Von 1970 an veröffentlichte er zahlreiche Gedichte in Zeitschriften und Anthologien, ab 1979 erschienen Gedichtbände als Monografien. Daneben schrieb er Theaterstücke und Hörspiele. Er verfasste den seit 2003 gültigen Text des Saarlandliedes, der amtlichen saarländischen Landeshymne. Tänzer lebte in Berus.
Am 12. August 2025 starb Gerhard Tänzer im Alter von 88 Jahren in Saarlouis.

## Werke
Gedichte
- Hier und anderswo. Gedichte. Queißer Verlagsgesellschaft, Dillingen 1979. ISBN 3-921815-09-6
- Schönes Blumenfeld. Kleine erotische Versschule. Pfälzische Verlagsanstalt, Landau 1985. ISBN 3-87629-081-3
- CRICRI. Konkrete Poesie. Queißer Verlagsgesellschaft, Lebach 1987. ISBN 3-921815-57-6
- Schönes Blumenfeld. Kleine erotische Versschule. Erweiterte Ausgabe. Fischer Taschenbuch Verlag, Frankfurt am Main 1988. ISBN 3-596-29221-2
- Sommerreise = Voyage d'été. Gedichte, deutsch-französisch, mit Zeichnungen von Aloys Ohlmann. Editions Voix, Metz 1992
- Sommerreise = Voyage d'été. Gedichte, deutsch-französisch-georgische Ausgabe, mit Zeichnungen von Aloys Ohlmann Editions Voix. Metz, s. a.
- Das Land vor Augen. Eine Auswahl bereits veröffentlichter und neuer Gedichte, mit typographischer Gestaltung von Petra Weiter. Gollenstein Verlag, Blieskastel 1999. ISBN 3-930008-88-2
- Hier und anderswo = Sdjes i gdje-to. Gedichte, deutsch-russisch. Tipografija OOO IPK Biont, St. Petersburg 1999
- Aktäon oder Die göttlichen Geliebten. Sonette, Handsatz von Francis van Maele, mit Serigraphien von Aloys Ohlmann. Redfoxpress, Redfox (Irland) 2002
- Landstücke = Paysages. Gedichte, deutsch-französisch, mit Holzschnitten von Gabriele Eickhoff. Conte Verlag, Saarbrücken 2006. ISBN 978-3-936950-51-9
- "Fischer, wie hoch ist das Wasser?" Gedichte und Bilder. Selbstverlag, Überherrn 2012. ISBN 978-3-00-035513-4

Erzählung
- "Himmelbrand" – Erinnerung einer Kindheit und Jugend. Conte Verlag, Saarbrücken u. St. Ingbert 2012. ISBN 978-3-941657-74-8

Übersetzung
- „Frouwe, frouwe, frouwe mîn!“ Thüringische Minnelieder. Mit einer Übertragung herausgegeben von Gerhard Tänzer. Quartus-Verlag, Bucha bei Jena 2005. ISBN 3-931505-87-1

Theaterstücke
- Die Nachtwache. Einakter. Uraufführung Studiobühne Bayreuth 1984. Regie: Werner Hildenbrand
- Der Schrei. Einakter. Uraufführung Studiobühne Bayreuth 1986. Regie: Thomas Krauß
- Die Nachtwache. Drei kleine Stücke. Queißer Verlagsgesellschaft, Lebach 1987. ISBN 3-921815-58-4

Hörspiele
- Am Ende des Parks. Regie: Ferdinand Ludwig. Prod.: SR 1981.
- Eine alte Geschichte. Regie: Peter König. Prod.: SR 1987.

## Auszeichnungen
- 1984 – Mitgewinner Theaterstück-Wettbewerb „Spielzeit-Zeitspiel“ Bayreuth
- 1999 – Kulturpreis für Kunst und Wissenschaft des Landkreises Saarlouis